# Kryger-prisen
Kryger-prisen uddeles siden 1973 hvert år til en DR-medarbejder, der i sin udsendelsesvirksomhed har gjort en særlig indsats. Prisen, der er på 25.000 kr., er opkaldt efter Christian Kryger, der i 1950'erne og de tidlige 1960'ere var en af pionererne i dansk radioreportage og den første leder af Østjyllands Radio – DR's regionale radio i Århus.

## Modtagere af Kryger-prisen
Listen er ufuldstændig.
- 1973 Niels Peter Juel Larsen
- 1974 Lis Møller
- 1975 Stig Mervild
- 1976 Niels Oxenvad, skaber af tv-programmet Musikhjørnet (1972-1986)
- 1977 Bodil Graae for radioprogrammet Familiespejlet
- 1978 Jørgen Flindt Pedersen og Erik Stephensen
- 1979 Elith Nørreholm
- 1980 Erik Drehn-Knudsen
- 1981 Bent Hansen
- 1982 Poul Nesgaard
- 1983 Per Brethvad
- 1984 Stephen Schwartz
- 1985 Christian Stentoft
- 1986 Dødssejlerredaktionen og Erik Moseholm
- 1987 Frode Muldkjær
- 1988 Frederik Dessau
- 1989 Tine Bryld
- 1990 Jens Meulengracht-Madsen
- 1991 Halldor Sigurdsson
- 1992 Musikmagasinet Bolero
- 1993 Lars Daneskov, vært på radioprogrammerne Kronsj og Strax
- 1994 Christian Nordkap, Lars Rugaard og Erik Valeur fra Danmarks Radios Refleksredaktion og Montagegruppe for afdækningen af begivenhederne på Nørrebro den 18. maj 1993
- 1995 Else Elbæk
- 1996 Nis Boesdal for radioprogrammet Hvem hvad hvor i Danmark
- 1997 Karin Fich, idékvinde bag P2-programmerne Nocturne og To spiller klassisk
- 1998 Pia Røn,
- 1999 DR Radios Dokumentargruppen
- 2000 Jón Kaldan
- 2001 Mik Schack
- 2002 Mikael Bertelsen, Mads Brügger og Kim G. Hansen for radioserien Skjoldhøj Arkivet
- 2003 Claus Vittus, vært og reporter på radioprogrammet Kulturnyt
- 2004 Peter Kristiansen, radiojournalist på P1
- 2005 Anne Kjær
- 2006 Gitte Hansen og Claus Pilehave
- 2007 Susanna Sommer, vært og reporter på P1
- 2008 Torben Paaske
- 2009 Claus Berthelsen, vært og reporter på P1 og P2
- 2010 P4 Syd/ P4 Esbjerg/ P4 Trekanten
- 2011 Thomas Ubbesen, journalist på DR Nyheder
- 2012 Torben Brandt, vært, reporter og dokumentarist på P1
- 2013 Naser Khader og Steen Nørskov, værter på P1-programmet Arabiske Stemmer
- 2014 Henrik Føhns og Anders Høeg Nissen, værter på P1-programmet Harddisken
- 2015 Morten Hausborg, kommentator på DR sporten.[1]
- 2016 Baglandet på P1
- 2017 Mads Steffensen, vært på "Mads og Monopolet"[2]
- 2018 Sara Bovin, vært på Tværs på P3

## Ekstern henvisning
- Webstedet Litteraturpriser om Chr. Kryger-prisen